# Karolina Engelbrektsson
Anna Karolina Engelbrektsson, född Bohman 11 juli 1984 i Falun, är en svensk musikalartist, akrobat och tidigare landslagsgymnast.

## Biografi
Karolina Bohman/Engelbrektsson växte upp i Falun och ägnade sig mycket åt gymnastik för klubben Gymnos under uppväxten. Vid 14 års ålder erbjöds hon en plats i landslaget i artistisk gymnastik och flyttade till Stockholm för att kunna fokusera på det. Hon deltog i en mängd tävlingar och vann flera guld i bland annat SM och nordiska mästerskap. Som 17-åring blev hon nordisk mästare i mångkamp i artistisk gymnastik. Hon har därefter utvecklat sig inom akrobatik och även undervisat i det. År 2004 lämnade hon Stockholm för att utbilda sig till musikalartist vid Performing Arts School i Göteborg.
Efter utbildningen har hon först medverkat som dansare och körsångare i produktioner som Magnus Ugglas Revy, The Producers - Det våras för Hitler, Vita hästen, Lorden från gränden och Charmören från Långedrag, bland annat på Gunnebo slott, ofta i samarbeten med Claes Malmberg, såsom hans show Still Alive. 2011-12 spelade hon Rosalia i West Side Story på Göteborgsoperan och 2012-13 spelade hon i Sverigepremiären av komedin Ladykillers på Gunnebo slott och på turné med Riksteatern.  2013-14 spelade hon den framträdande rollen som dottern Wednesday Addams i Skandinavienpremiären av musikalen Familjen Addams på Lorensbergsteatern i Göteborg och Galateatern i Malmö.

## Teater

### Roller (ej komplett)
| År        | Roll                    | Produktion                                                  | Regi             | Teater                           |
| --------- | ----------------------- | ----------------------------------------------------------- | ---------------- | -------------------------------- |
| 2012      | Mrs Wilbeforces väninna | Ladykillers Graham Linehan                                  | Lena Koppel      | Gunnebo slottsteater             |
| 2012      | Britta Blomkvist        | Vita Hästen Ralph Benatzky, Erik Charell och Hans Müller    | Anders Aldgård   | Nöjesteatern                     |
| 2013-2014 | Mrs Wilbeforces väninna | Ladykillers Graham Linehan                                  | Lena Koppel      | Riksteatern                      |
| 2013-2014 | Lotta Göransson         | Charmören från Långedrag Franz Arnold och Ernst Bach        | Anders Aldgård   | Gunnebo slottsteater             |
| 2013-2014 | Wednesday Addams        | Familjen Addams Andrew Lippa, Marshall Brickman, Rick Elice | Anders Aldgård   | Lorensbergsteatern + Galateatern |
| 2015      | Mitzi/Folly             | Crazy for you Ken Ludwig, George och Ira Gershwin           | Mattias Carlsson | Göteborgsoperan                  |
| 2018      | Ensemble                | Pippin Stephen Schwartz och Roger O Hirson                  | Ronny Danielsson | Malmö Opera                      |
| 2020      | Ensemble                | Funny Girl Jule Styne, Bob Merrill och Isobel Lennart       | Ronny Danielsson | Malmö Opera                      |